# Bryan Williams
Sir Bryan George Williams (Auckland, 3 novembre 1950) è un ex giocatore e allenatore neozelandese di rugby a 15, nel ruolo di tre quarti ala internazionale per otto anni degli All Blacks, dei quali detenne a lungo il record assoluto di mete marcate (65, di cui 9 nei test match). Per i suoi contributi al rugby è stato decorato con l'Ordine dell'Impero Britannico e quello della Nuova Zelanda, e dal 2018 figura nella World Rugby Hall of Fame.

## Biografia
Bryan George Williams, soprannominato BeeGee (dal nome delle sue iniziali, B.G.) è nato ad Auckland da genitori di origine samoana.
Proveniente dal XIII, passò al XV alle superiori e già dopo la scuola entrò nella selezione provinciale di Auckland; il 25 luglio 1970 esordì a Pretoria contro il Sudafrica durante il tour neozelandese dell'Emisfero Sud e, nonostante la sconfitta, realizzò la sua prima meta internazionale in tale incontro.
Tre quarti ala molto veloce, in tale tour marcò 14 mete nelle 13 partite in cui scese in campo.
Il suo debutto precoce in nazionale e il ruolo di primo piano che ebbe nello sviluppo del gioco furono in retrospettiva considerati un fattore primario dell'emancipazione delle etnie non europoidi in Nuova Zelanda, anche se lo stesso Williams ammise di essersi reso conto solo dopo il suo ritiro della valenza politica della sua esperienza sportiva di primo polinesiano a vestire nell'era moderna la maglia nera della nazionale.
Fino al 1978, anno del suo ritiro internazionale a soli ventotto anni, disputò 113 incontri con gli All Blacks, dei quali 38 validi come test match; in tale arco di tempo realizzò un record (poi battuto da John Kirwan) di 65 mete, 9 delle quali nei test match.
Fino al 1982 continuò con l'attività di club e provinciale.
Poco dopo il suo ritiro fu insignito dell'onorificenza di membro dell'Ordine dell'Impero Britannico per il suo contributo al rugby.
Tra gli anni ottanta e novanta allenò ad Auckland e successivamente fece parte dello staff tecnico della nazionale di Samoa, di cui divenne allenatore capo in occasione della Coppa del Mondo di rugby 1999 e, a inizio millennio, fu pure a Wellington come allenatore in seconda degli Hurricanes in due stagioni di Super 12.
Ad aprile 2011 Williams fu eletto presidente della New Zealand Rugby Union, incarico che tenne per due anni fino al 2013.
Poco dopo il termine del suo mandato gli fu conferita l'onorificenza di compagno dell'Ordine al merito della Nuova Zelanda.
Quattro anni più tardi ricevette la promozione al grado superiore dello stesso ordine, quello di cavaliere compagno, che gli diede il diritto di fregiarsi del titolo onorifico di Sir.
Dal 2018 figura anche nella World Rugby Hall of Fame.